# شولگی

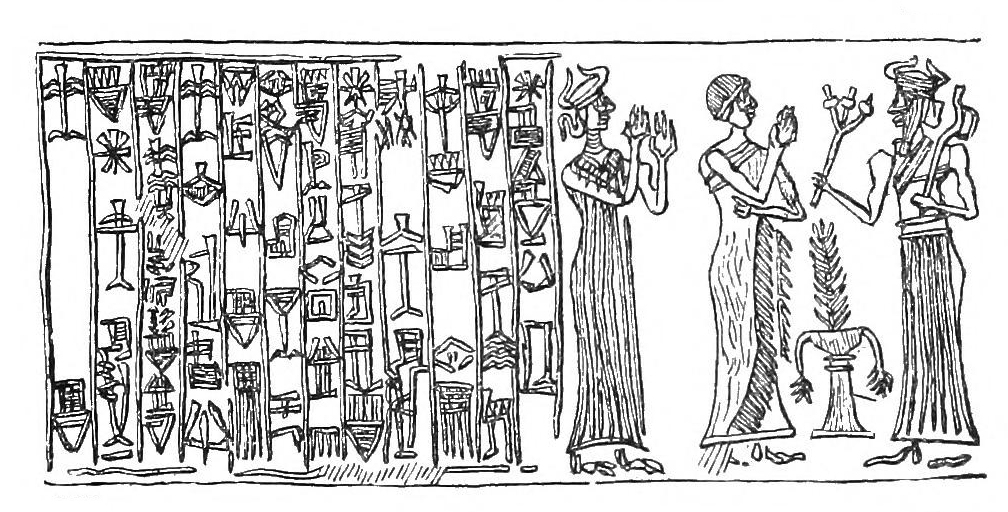
مهر استوانه‌ای شولگی. کتیبه چنین می‌خواند:«به نوسکا، وزیر ارشد انلیل، پادشاهش، برای زندگی شولگی، قهرمان نیرومند، شاه اور، شاه سومر و اکد، اور-نانیبگال، فرماندار نیپور، پسر لوگال-انگاردوگ، فرماندار نیپور، این را تقدیم کرد.»موزه لوور.

شولگی از شهر آوریم، دومین پادشاه سلسله سوم اور بود. او چهل و هشت سال پادشاهی کرد. تاریخ پادشاهی او را در تاریخ نویسی‌ها ۲۰۹۴-۲۰۴۷ (پیش از میلاد) طبق سالشماری میانه یا ۲۱۶۱-۲۱۱۳ (پیش از میلاد) مطابق سالشماری قدیم نوشته‌اند. نامداریش از برای بازنگری گسترده دربارهٔ برنامه آموزشی نوشتاری بود. اگرچه از چند و چون کار او چیز چندانی دانسته نیست ولی شعرهایی در ستایش او به جا مانده است.
شولگی پسر اورنامو پادشاه اور بود. او خود را خدا می‌دانست و دربارهٔ تواناییهای دویدن فاصله‌ها خودش خودستایی می‌نمود، برای نمونه دویدن میان نیپور تا اور را که کمتر از صد مایل نیست را ادعا می‌کرد. برپایه این داوها برخی وی را نخستین قهرمان دو می‌دانند.
پس از مرگ پدر شولگی به کینخواهی پدر یک رشته کارهای تنبیهی را برای گوتیها برنامه‌ریزی کرد. او برای پیشگیری از تازش کوهنشینان دیوار بلندی را فراهم آورد و آنگاه که خیالش از آن آسوده شد در اندیشه توسعه‌جویی افتاد. او همچنین نیرو، هزینه و انرژی بسیاری را برای نگهداری، گسترش و بهبود راه‌ها صرف کرد. او در میان راه‌ها جاهایی برای تن‌آسایی و ایستادن اسبان و سفرکنندگان ساخت. از اینرو او را نخستین سازنده کاروانسرا نیز می‌دانند.
در حدود ۲٬۰۹۴ تا ۲٬۰۴۷ پیش از میلاد ایلام توسط شولگی پادشاه دوم سلسله سوم اور تسخیر گردید.